# 錫奇冰穹
84°16′S 172°22′E / 84.267°S 172.367°E
錫奇冰穹（英語：Siege Dome）是南極洲的冰川，位於杜費克海岸，處於胡德冰川源頭以南，毗鄰英聯邦山脈的帕特里克山，由新西蘭的探險隊命名。